# Voies sans nom de Paris
Les voies sans nom de Paris sont des voies n'ayant jamais été nommées, en particulier les bretelles d'accès au boulevard périphérique.

## Identification

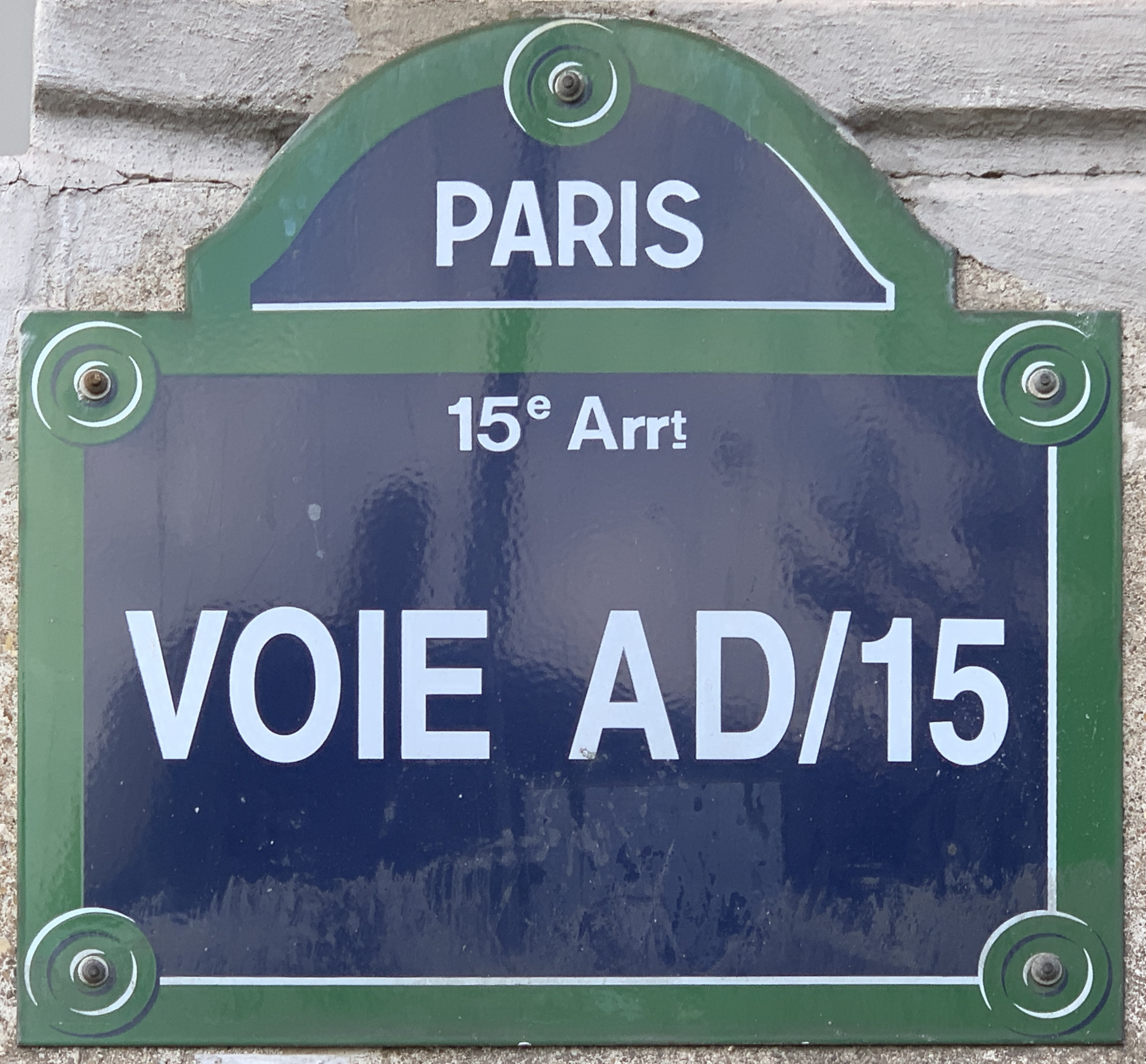
Plaque de la voie AD/15, la seule à avoir une plaque en 2021.

L'identification de ces voies repose sur un système qui permet une désignation systématique des voies de circulation parisiennes pour lesquelles aucune identification préalable n'a été enregistrée.
Elle est formée d'un code d'une ou deux lettres, séparé du numéro de l'arrondissement par une barre oblique (le fait est courant pour les bretelles d'accès au boulevard périphérique, mais moins pour une rue située à l'intérieur de Paris).
Par exemple, « Voie AA/12 » était jusqu'en 2013 la désignation du passage Miriam-Makeba, 27e voie du 12e arrondissement à s'être trouvée dans ce cas.
La nécessité de lui donner une désignation plus conventionnelle ne semble pas s'être présentée et la voie possédait des plaques officielles affichant ce code.